# 鷹司景子
鷹司 景子（たかつかさ ひろこ、文化10年11月24日（1814年1月15日） - 1892年（明治25年）9月28日）は、日本の皇族。伏見宮邦家親王の御息所。邦家親王妃景子（くにいえしんのうひ ひろこ）。東山天皇の玄孫にあたる。

## 来歴
関白鷹司政煕（東山天皇曾孫）の女子で、姉妹には閑院宮孝仁親王御息所の吉子、仁孝天皇女御の繋子（新皇嘉門院）、同じく仁孝天皇女御の祺子（新朔平門院）、将軍徳川家定御簾中の任子（天親院）がいる。
天保6年（1835年）11月21日に邦家親王と結婚する。邦家親王との間には伏見宮貞教親王（伏見宮21代）、則子女王（紀州藩藩主徳川茂承 御簾中）、伏見宮貞愛親王（伏見宮21・24代）などをもうけた。

## 栄典
- 1889年（明治22年）3月25日 - 勲一等宝冠章[1]